# Sinesi de Cirene
Sinesi (grec antic: Συνέσιος, llatí: Synesius) va ser un dels més elegants escriptors cristians dels segles iv i v.
Va néixer a Cirene i deia ser descendent del rei d'Esparta Eurístenes. Es va dedicar a l'estudi de totes les branques de la literatura grega, primer a Cirene i després a Alexandria, on va escoltar Hipàcia. Es va fer famós pel seu domini de l'eloqüència, la poesia i la filosofia, en la qual, va ser seguidor de Plató.
L'any 397, els seus conciutadans el van enviar a Constantinoble com a cap d'una ambaixada davant de l'emperador Arcadi, al qui va portar una corona d'or. Per aquesta ocasió va pronunciar un discurs sobre com s'havia de governar (περὶ βασιλείας) que encara es conserva. Després es va convertir al cristianisme i va ser batejat per Teòfil, patriarca d'Alexandria, que estava admirat per les seves qualitats, i així, l'any 410, el mateix patriarca el va ordenar bisbe de Ptolemais a la Cirenaica. Sinesi no volia acceptar el càrrec i no va voler abandonar la seva dona, i va declarar que no creia en la resurrecció del cos, però Teòfil va insistir i, finalment, va obtenir dispensa per conservar la dona i va fer una declaració de creure en la resurrecció, però les seves opinions no eren estrictament ortodoxes.
Va portar la seva diòcesi amb energia i èxit durant vint anys. Va aconseguir la conversió del filòsof Evagri, i va humiliar Andrònic, el tirànic praeses de Líbia, a qui va amenaçar amb l'excomunió amb el suport imperial, i que va haver de demanar perdó a l'església.
Va morir l'any 430 o potser el 431 i el va succeir com a bisbe el seu germà petit Euopti, que poc després apareix signant les actes del Concili d'Efes com a bisbe de Ptolemaida.

## Obres
Els seus escrits són els següents:
- Εἰς τὸν αὐτοκρἀτορα Ἀρκάδιον περὶ βασιλείας, un discurs dirigit a Arcadi sobre la forma de governar
- Δἰων, ἢ περὶ τῆς κα? ἑαυτὸν διαγωγῆς, Dio, sive de suo ipsius Instituto, on manifesta la seva intenció de dedicar la vida a la filosofia. Escrita just després del seu matrimoni.
- Φαλάκρας ἐγκώµιον, Encomium calvitii, una mena d'exercici enginyós on defensa els valors de la calvície en front del κόμης ἐλκώηιον (elogi dels cabells) de Dió Crisòstom
- Αἰγύπτιος ἢ περὶ προνοίας, Aegyptius sive de Providentia, on fa una descripció al·legòrica dels mals de l'època a través de la lluita entre el déu egipci Osiris i el seu germà Tifó (Seth)
- Περὶ ἐνυπνίων, De Insmniis, un tractat sobre els somnis que se suposa que va escriure abans de la seva conversió al cristianisme, on deia que els somnis provenen de la divinitat.
- Ἐπιστολαί, una col·lecció de 156 cartes que representen la part més significativa de tota l'obra conservada
- Ὁμιλία, un discurs breu sobre el salm 75,8
- Ὁμιλια, un altre discurs curt sobre Eva i la nativitat de Crist
- Κατάστασις ῥηθεῖρα ἐπὶ τῇ μεγίστῃ τῶν βαρβάρων ἐφόδῳ, ἡγεμονεύοντος Γενναδίου καὶ Δουκὸς ὄντος Ἰννοκεντίου, on descriu les calamitat patides per la Pentàpolis a la gran expedició dels bàrbars a la zona l'any 412
- Κατάστασις, un discurs d'elogi a Aisi, prefecte de Líbia.
- Πρὸς Παιόνιον ὑπὲρ τοῦ δώρου λόγος, de dono Astrolabii ad Pueonium dissertatio
- Ὕμνοι, deu himnes, que haurien estat només una petita part de les seves composicions poètiques.

L'Antologia grega, incorpora tres epigrames que li són atribuïts, dos d'ells consisteixen només en un hexàmetre. Sinesi parla en les seves obres de diverses tragèdies i comèdies que havia escrit.

### Traduccions catalanes
- Elogi de la calvície, traducció de Roger Aluja. Martorell: Adesiara, 2013.[2]